# Lemi Gsteiger

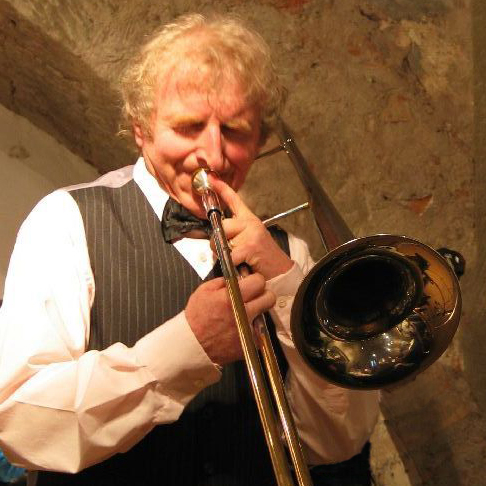
Lemi Gsteiger live in der Jackson Lounge (heute JetLäg) in Bern in 2005

Lemi Gsteiger (* 30. Dezember 1946 in Meiringen als Karl Gsteiger) ist ein Schweizer Jazzmusiker (Posaune) des Dixieland, bekannt unter dem Künstlernamen Lemi.

## Leben und Wirken
Gsteiger gründete noch in seiner Schulzeit die Lemis Dixieland Band, welche in den 1980er-Jahren ihren Aufschwung erlebte. Anfang 2012 löste er seine Band auf. Mitte 2008 wurde er Mitglied der Harlem Hot Seven; seit 2012 gehört er ausserdem der Swiss Ramblers Dixieland Jazzband an, seit 2017 auch der Loverfield Jazzband. Als freischaffender Musiker ist er auch in zahlreichen weiteren Bands der Dixieland-Szene tätig. Seit Januar 2014 veranstaltet er monatliche Konzerte mit anschliessenden Jam-Sessions.
Gsteigers Posaunenspiel erinnert stark an sein Vorbild Chris Barber, den er in den 1990er-Jahren kennenlernte. Die musikalische Virtuosität an seinen Instrumenten und sein Gefühl für den alten Jazz machen Lemi zu einem sehr gefragten Amateur-Musiker im traditionellen Stil. Zu Lemis musikalischen Stationen zählen unter anderen Mr. Pfluger’s Jazzband, Wild Live Jazzband, Dixie Brothers, Swiss Dixie Stompers und New Orleans Hots Shots. Aufnahmen entstanden in dieser Zeit u. a. auch mit Benny Waters.